# Diocesi di Beaumont
La diocesi di Beaumont (in latino Dioecesis Bellomontensis) è una sede della Chiesa cattolica negli Stati Uniti d'America suffraganea dell'arcidiocesi di Galveston-Houston. Nel 2022 contava 83.000 battezzati su 650.882 abitanti. È retta dal vescovo David Leon Toups.

## Territorio
La diocesi comprende 9 contee del Texas, negli Stati Uniti d'America: Chambers, Hardin, Jasper, Jefferson, Liberty, Newton, Orange, Polk e Tyler.
Sede vescovile è la città di Beaumont, dove si trova la cattedrale di Sant'Antonio (Saint Anthony Cathedral).
Il territorio si estende su 20.389 km² ed è suddiviso in 47 parrocchie.

## Storia
La diocesi è stata eretta il 25 giugno 1966 con la bolla Hortatione illa di papa Paolo VI, ricavandone il territorio dalla diocesi di Galveston-Houston (oggi arcidiocesi). Originariamente era suffraganea dell'arcidiocesi di San Antonio.
Il 12 dicembre 1986 ha ceduto una porzione del suo territorio a vantaggio dell'erezione della diocesi di Tyler.
Il 29 dicembre 2004 è entrata a far parte della provincia ecclesiastica di Galveston-Houston.

## Cronotassi dei vescovi
Si omettono i periodi di sede vacante non superiori ai 2 anni o non storicamente accertati.
- Vincent Madeley Harris † (4 luglio 1966 - 27 aprile 1971 nominato vescovo coadiutore di Austin[1])
- Warren Louis Boudreaux † (4 giugno 1971 - 2 marzo 1977 nominato vescovo di Houma-Thibodaux)
- Bernard James Ganter † (18 ottobre 1977 - 9 ottobre 1993 deceduto)
- Joseph Anthony Galante † (5 aprile 1994 - 23 novembre 1999 nominato vescovo coadiutore di Dallas)
- Curtis John Guillory, S.V.D. (2 giugno 2000 - 9 giugno 2020 ritirato)
- David Leon Toups, dal 9 giugno 2020

## Statistiche
La diocesi nel 2022 su una popolazione di 650.882 persone contava 83.000 battezzati, corrispondenti al 12,8% del totale.
| anno | popolazione | popolazione | popolazione | presbiteri | presbiteri | presbiteri | presbiteri                | diaconi | religiosi | religiosi | parrocchie |
| anno | battezzati  | totale      | %           | numero     | secolari   | regolari   | battezzati per presbitero | diaconi | uomini    | donne     | parrocchie |
| ---- | ----------- | ----------- | ----------- | ---------- | ---------- | ---------- | ------------------------- | ------- | --------- | --------- | ---------- |
| 1966 | 83.605      | 568.992     | 14,7        | 70         | 42         | 28         | 1.194                     |         |           |           | 32         |
| 1970 | 91.200      | 571.523     | 16,0        | 84         | 46         | 38         | 1.085                     |         | 41        | 173       | 34         |
| 1976 | 77.347      | 586.598     | 13,2        | 83         | 53         | 30         | 931                       |         | 37        | 117       | 41         |
| 1980 | 83.973      | 601.000     | 14,0        | 81         | 47         | 34         | 1.036                     | 6       | 36        | 121       | 44         |
| 1990 | 86.919      | 538.400     | 16,1        | 71         | 49         | 22         | 1.224                     | 15      | 23        | 63        | 52         |
| 1999 | 87.604      | 577.664     | 15,2        | 72         | 50         | 22         | 1.216                     | 31      | 3         | 53        | 44         |
| 2000 | 88.625      | 582.625     | 15,2        | 74         | 48         | 26         | 1.197                     | 30      | 29        | 50        | 44         |
| 2001 | 95.397      | 588.265     | 16,2        | 72         | 44         | 28         | 1.324                     | 30      | 31        | 39        | 44         |
| 2002 | 94.037      | 588.265     | 16,0        | 73         | 45         | 28         | 1.288                     | 30      | 29        | 45        | 44         |
| 2003 | 94.780      | 596.992     | 15,9        | 69         | 44         | 25         | 1.373                     | 30      | 26        | 46        | 44         |
| 2004 | 89.345      | 599.139     | 14,9        | 66         | 48         | 18         | 1.353                     | 32      | 19        | 38        | 45         |
| 2006 | 80.194      | 603.648     | 13,3        | 69         | 47         | 22         | 1.162                     | 32      | 24        | 28        | 45         |
| 2012 | 79.516      | 630.000     | 12,6        | 67         | 44         | 23         | 1.186                     | 32      | 23        | 22        | 44         |
| 2015 | 74.100      | 633.000     | 11,7        | 68         | 42         | 26         | 1.089                     | 38      | 27        | 16        | 44         |
| 2018 | 73.348      | 636.455     | 11,5        | 62         | 40         | 22         | 1.183                     | 45      | 24        | 16        | 44         |
| 2020 | 79.624      | 645.902     | 12,3        | 68         | 42         | 26         | 1.170                     | 44      | 27        | 20        | 42         |
| 2022 | 83.000      | 650.882     | 12,8        | 59         | 33         | 26         | 1.406                     | 40      | 27        | 21        | 47         |